# Ulla Magnusson

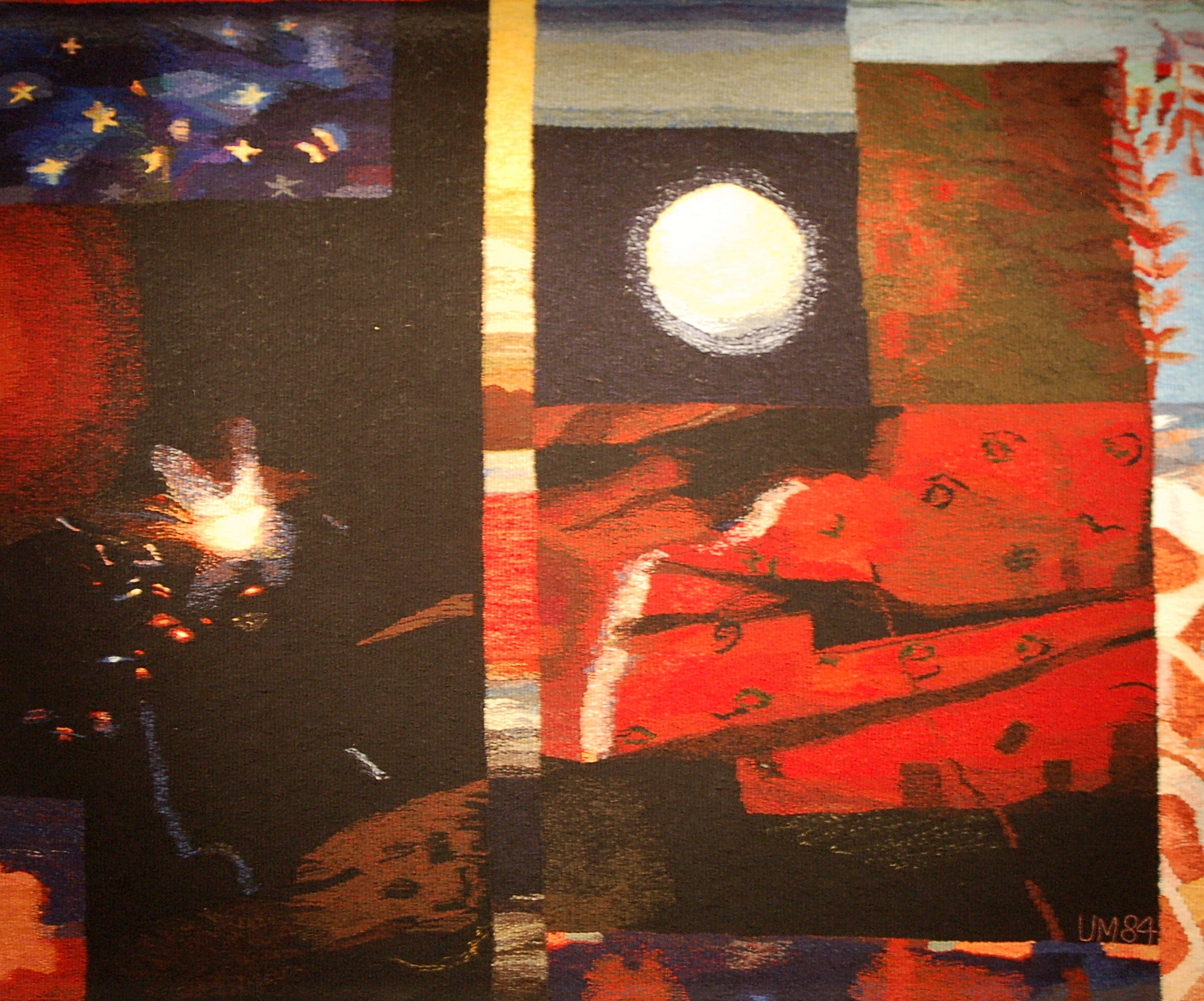
Gobelängen Nattresa av Ulla Magnusson på Karlstad stadsbibliotek

Ulla Magnusson, född 1942 i Visnum, Kristinehamn, är en svensk textilkonstnär.

## Biografi
Magnusson studerade vid Konstindustriskolan i Göteborg (HDK) 1965-1969. Hon har därefter genomfört ett 30-tal separatutställningar i Norge, Danmark och Sverige samt deltagit i samlingsutställningar på bland annat Liljevalchs Vårsalong, Nordisk textiltriennal, Värmlands museum samt på utställningar i Italien, Polen, Holland, Finland och USA. 
Hon har tilldelades Statens konstnärsstipendier 1973, 1975, 1978, 1979, 1982, 1989, 1992-93, 1998-99, 2003-04,  Karlstad kommuns kulturstipendium 1982, Emma Jacobssons stipendium Göteborg 1990, Sällskapet Gnistans stipendium Göteborg 1993, Bildkonstnärernas upphovsrättsfond 1994, Värmlands Konstförenings Thor Fagerkviststipendium 1996 samt Estrid Ericssons stipendium 2004.
Bland hennes offentliga uppdrag märks Lillhagens sjukhus Göteborg 1973, Torslandaskolan Göteborg 1975, Östmarks kyrka Värmland 1978, Trankils kyrka Värmland 1979, Televerket Örebro via Statens konstråd 1989,  Arvika sjukhus 1983, Bibliotekshuset Karlstad 1984, Centralsjukhuset Karlstad 1985, Frykenstrand Värmland 1986, Lantmäteriet i Karlstad via Statens konstråd 1986, Wermlandsbanken Karlstad 1990, Karlstads Universitet via Statens konstråd 1993-1994, Kulturhuset Vingen Torslanda Göteborg 2005, samt för Socialdemokraterna i Värmland 100 år 2005.
Magnusson är representerad på Röhsska Museet Göteborg, Riksdagshuset Stockholm, SKF Zurich, Dalarnas museum, Värmlands läns landsting, banker, landsting, Statens konstråd och ett flertal kommuner.